# Астраханцев Георгій Павлович
Астраха́нцев Гео́ргій (Єгор) Па́влович (*1875, селище Іжевський завод) — робітник, депутат Державної Думи, учасник революційних подій в Іжевську в 1905—1907 роках, член соціал-демократичної фракції 3-ї Державної Думи, займав опосередковану (від меншовиків до більшовиків) позицію.
Через Астраханцева соціал-демократичні організації Приуралля, в тому числі Іжевська (1911), встановлювали зв'язки з центральними партійними організаціями. За його допомоги в січня 1911 року відновив роботу розгромлений поліцією Іжевський комітет РСДРП. Після лютневої революції 1917 року член комітету об'єднаної Іжевської організації РСДРП, один із лідерів меншовицького крила; в 1917-1918 роках керівництва Іжевської меншовицької організації. Депутат Іжевської ради (з березня 1917 року), член виконкому (з травня 1917 по листопад 1918 років).
Жовтневу революцію не прийняв. Один із лідерів місцевої «демократичної» контрреволюції. В період повстання в Іжевсько-Воткінському районі (серпень-листопад 1918 року) як член виконкому есеро-меншовицької ради в Іжевську відповідав за зв'язок із штабом «Народної армії», начальник штабу загону іжевських повстанців, який 31 серпня 1918 року скинув радянську владу в Сарапулі. В травні 1919 року — член колчаківської комісії в Іжевську. Подальша доля невідома.